# IPhone 5S
iPhone 5S, stylizováno jako iPhone 5s, je smartphone od firmy Apple Inc., který byl představen jako nástupce modelu 5 (v pořadí se již jedná o 7. generaci iPhonu), společně s iPhonem 5C, 10. září 2013. Do prodeje se iPhone 5S dostal 20. září 2013. Nástupcem iPhone 5S je trojice modelů iPhone 6, iPhone 6 Plus a iPhone SE, který má stejné tělo ale novější hardware z iPhone 6s

## Hardware
Oproti předchozím generacím se stal model 5S prvním modelem, který kromě klasické černé (resp. šedé) a bílé barvy nabízel ještě ve zlatém provedení.
Vzhledově vychází model 5S z modelu 5. Mezi prakticky jediné změny, které jsou na pohled vidět, patří odlišné odstíny barev (např. šedá, tzv. space grey, na místo černé, či dvojitý blesk, místo klasického na zádech přístroje, a dále pak Touch ID, které bylo u modelu 5S použito poprvé v historii).
Jako procesor byl použit Apple A7, spolu s pohybovým koprocesorem Apple M7, RAM měla stejnou velikost jako v případě modelů 5 a 5C, 1 GB. Uživatelská paměť byla pevná (ve velikostech 16, 32 a 64 GB), slot pro paměťové karty není k dispozici.

## Software
iPhone 5S byl dodáván s předinstalovaným operačním systémem iOS 7.0 a poslední verze je iOS 12.5.7.

## Galerie

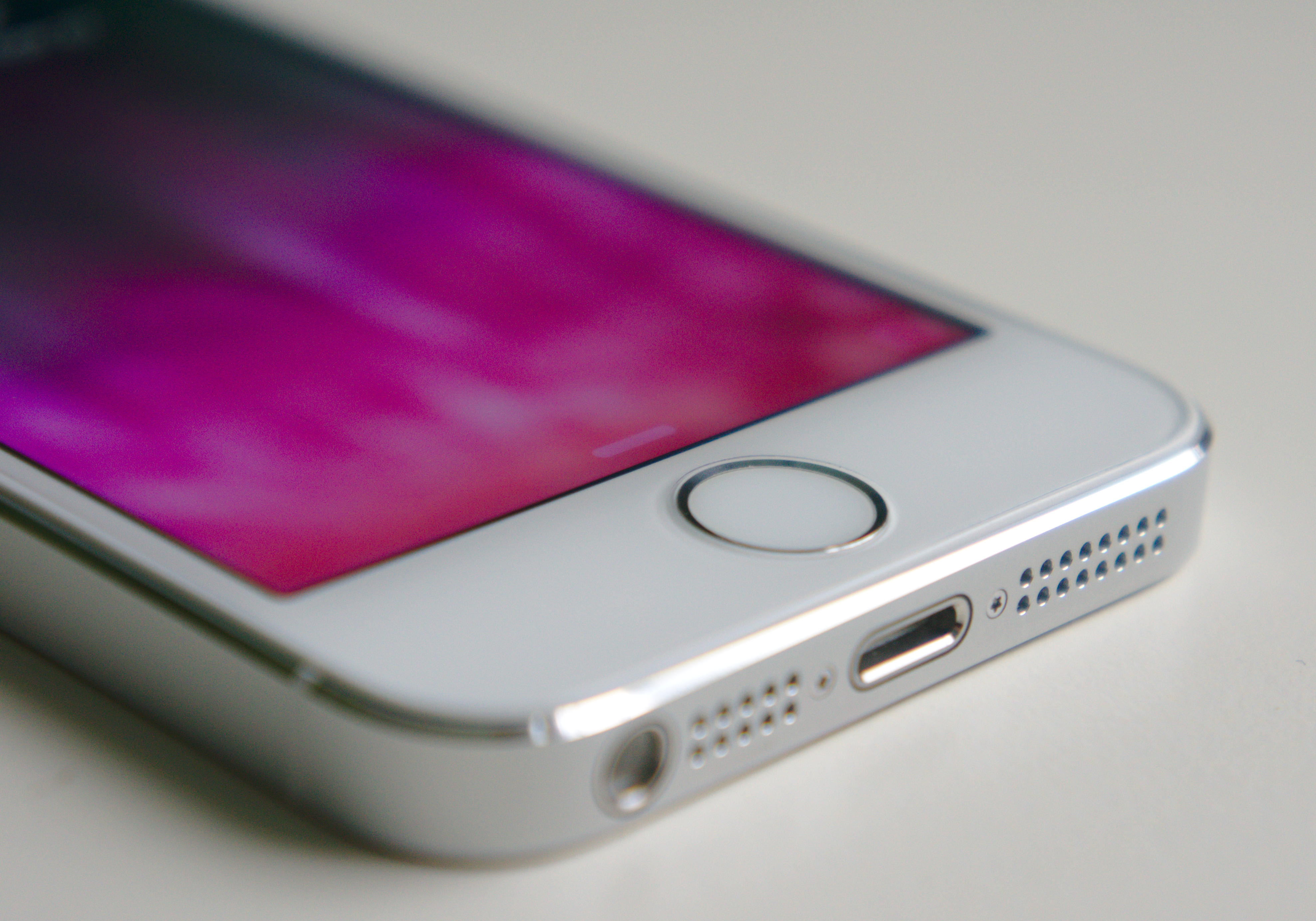
Touch ID funguje jako klasické tlačítko Home, oproti předchozí verzi tlačítka však zmizel typický zaoblený čtverec
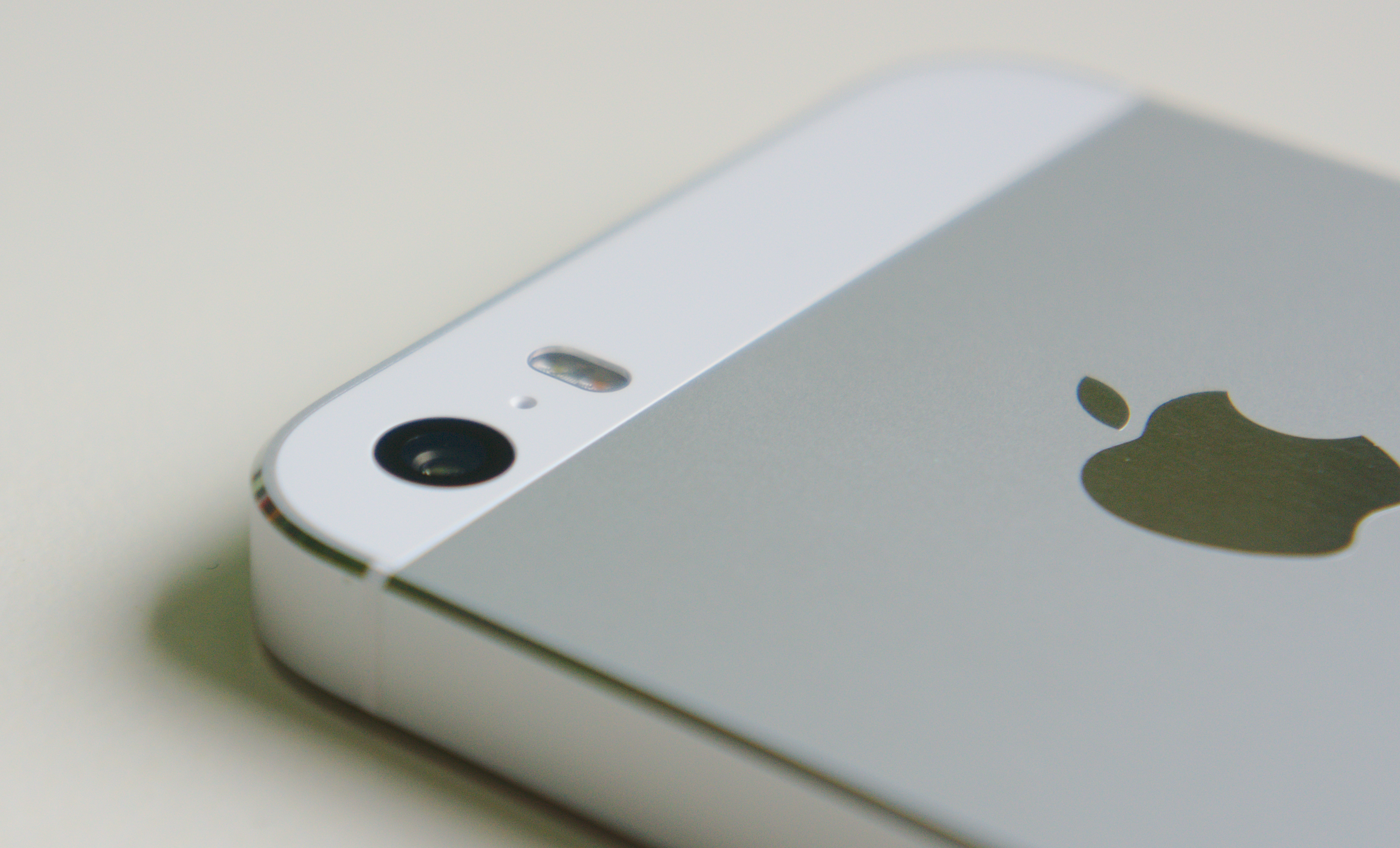
Dvojitý blesk u hlavního fotoaparátu na zádech iPhonu 5S
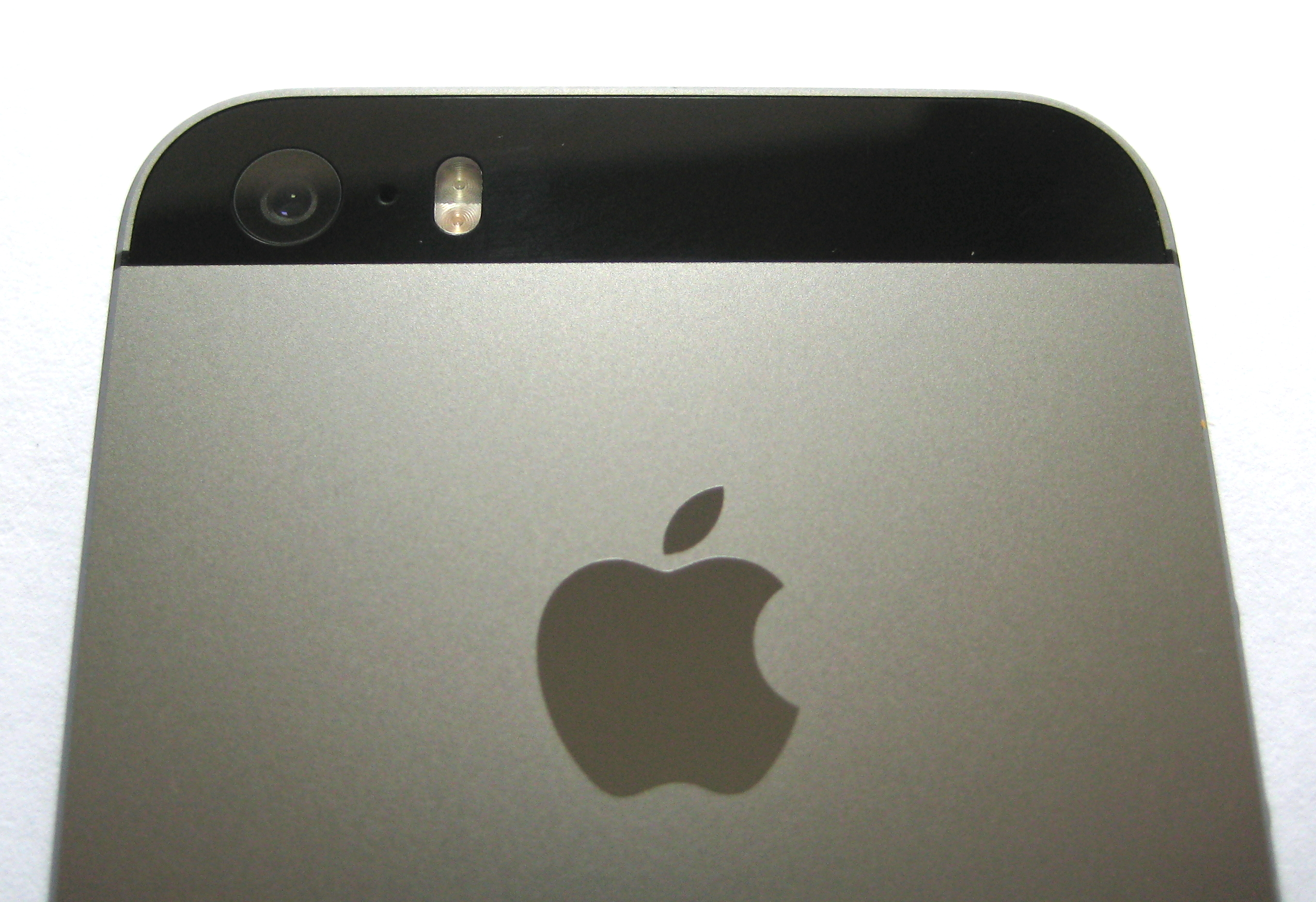
iPhone 5S v barvě space grey